# 아이코사헤드런 (큐브)
아이코사헤드런은 스큐브의 변종 큐브이다. 스큐브를 정이십면체 모양으로 만들어 놓은 큐브이다.